# نایت‌وود
نایت‌وود (انگلیسی: Nightwood) رمانی است مدرن در گونه ادبیات لزبین اثر جونا بارنز که در سال ۱۹۳۶ منتشر شده. این اثر، یکی از سخت‌خوان‌ترین آثار ادبی موجود لقب گرفته است.